# Anneke Blok
Anneke Wilhelmina Blok (Rheden, 24 december 1959) is een Nederlands toneel-, televisie- en filmactrice. Hoewel ze veel op het toneel te zien is, verschijnt ze ook met regelmaat in diverse televisie- en filmproducties. Ze is de zus van scenarist Marnie Blok.

## Biografie
Blok studeerde aan de Academie voor Expressie in Kampen en de Toneelschool Arnhem. Vervolgens verbond ze zich aan toneelgezelschap De Trust dat in 1989 werd opgericht. Hoewel ze zich voornamelijk met toneel bezighield, speelde ze in datzelfde jaar ook nog in twee korte films: Wij houden zo van Julio en Uw mening graag. Voor de laatste ontving ze een Gouden Kalf. Het juryoordeel was lovend: "Zij maakt van haar optreden iets zo bijzonders dat men haar niet licht vergeet. Dit gevoegd bij een opmerkelijk komisch talent doet de jury uitzien naar de toekomstige ontwikkeling van Anneke Blok als (film)actrice." De films lieten echter nog op zich wachten, en ze zou ieder jaar in minstens één stuk van De Trust te zien zijn. In 1994 won ze de Theo d'Or, de toneelprijs voor de beste vrouwelijke actrice, voor haar rol als Marietje in Presidentes.
Inmiddels had ze al meer rollen gehad in televisie- en filmproducties, waaronder Kracht (1990), Bij nader inzien (1991) en De Nieuwe Moeder (1996). Ze verwierf meer bekendheid, en was naast het theater ook steeds vaker op televisie te zien. Daarnaast speelde ze in onder andere de volgende films: Familie (2001); Het paard van Sinterklaas (2005) en het vervolg Waar is het paard van Sinterklaas? (2007); en Afblijven (2006), waarin ze met Geert Lageveen was te zien als de ouders van Jordi. In 2007 kreeg Blok een gastrol in het eerste seizoen van de serie De co-assistent waar ze de moeder van Elin Dekkers (Hanna Verboom) speelt. In seizoen twee werd deze rol een grote bijrol.
Ook was ze in 2007 in Alles is Liefde te zien als Simone Coelman, de vrouw van Thomas Acda's personage. Deze film van regisseur Joram Lürsen won meerdere prijzen. Sindsdien wordt ze voor meer producties gevraagd en is ze te zien in grotere rollen, waar ze zelf de film Alles is Liefde als verklaring voor geeft: "Daar zijn een miljoen mensen naar gaan kijken. [...] Als je een paar van zulke rollen speelt, word je vanzelf vaker gevraagd." In 2008 was ze te zien in Tiramisu, waarvoor ze tijdens het Nederlands Film Festival 2008 opnieuw een Gouden Kalf won. In datzelfde jaar speelde ze de moeder van Michiel van Beusekom (Martijn Lakemeier) in de film Oorlogswinter van Martin Koolhoven, naar het gelijknamige boek van Jan Terlouw. Ook was ze in dat jaar te zien als Marja de Vries tijdens de uitreiking van de Gouden Loekie 2008, waarin ze werd bijgestaan door Nelly Frijda, Cees Geel en Medi Broekman.
In 2009 had Anneke Blok de hoofdrol in de telefilm Coach, van Alles is Liefde-regisseur Lürsen. Daarin ontfermt ze zich over de Marokkaanse jongen Soukri, gespeeld door Mamoun Elyounoussi. In dit jaar was zij tevens te zien in de One Night Stand-film Maite was hier van Boudewijn Koole als moeder van een meisje met leukemie.
In 2010 speelde ze in Viva la Fons!, een HKU - AVM afstudeerfilm. Daarin speelde ze Guusje, de vrouw van Fons (Evert van der Meulen), die al veertien jaar lang de trotse presentator is van zijn eigen spelshow 'Viva la Fons!' Maar wanneer hij aan het eind van het veertiende seizoen dolenthousiast jubileumseizoen numero vijftien aankondigt, weet hij nog niet dat de zender helemaal klaar is met zijn programma: het is te oubollig, te flauw en de kijkcijfers zijn ver onder de maat. Ook was zij in 2010 te zien in de telefilm Bon Voyage. Hierin speelde ze moeder Tine. Als de familie Verbeek op vakantie gaat, komen ze erachter dat opa zijn terminale ziekte heeft verzwegen. Ze besluiten thuis te blijven en iedereen gaat op zijn eigen manier om met de dood van opa en met de vakantieplannen die in het water zijn gevallen.
In 2011 was Blok te zien in de film Sonny Boy waar ze een boerin speelt bij wie een jongen genaamd Waldy verblijft nadat zijn ouders naar een concentratiekamp zijn gestuurd. Ook speelde ze de hoofdrol in de film Kasteel Amerongen samen met Gijs Scholten van Aschat. Hierin speelde ze Margaretha Turnor, die de leiding overneemt van de herbouw van Kasteel Amerongen van haar man Godard Adriaan van Reede (Scholten van Aschat) als die voor langere tijd naar het buitenland moet. Begin 2011 waren de opnames van de One Night Stand-film Met donker thuis, die in première gaat op het Nederlands Film Festival. De film is 9 december 2011 op televisie te zien.
In 2011 kreeg ze rollen in drie series van de NCRV, namelijk In Therapie, waar ze Jüliette Bastiaans speelt. Bastiaans gaat samen met haar ex-man Simon van Oudshoorn (Jaap Spijkers) en hun zoon Olivier (Daan Stoevelaar) in therapie. De tweede is de comedy/licht-dramaserie Mixed Up, hierin speelt Blok de hoofdrol van Guusje Waterman, de hoofdredactrice van het blad 'Zij'. De derde serie, Lijn 32. Sinds 2013 vertolkte Blok de rol van Hansje in de bioscoopfilms Soof, Soof 2 en Soof 3, tevens vertolkte ze dezelfde rol in de televisieserie Soof: een nieuw begin.
Van 2014 tot en met 2019 vertolkte Blok de hoofdrol van Lily Hoogstraten in de televisieserie Nieuwe buren.

## Filmografie

### Film
- 2022 - Soof 3 - Hansje
- 2022 - Silverstar - Jenny
- 2022 - Foodies - Mieke
- 2019 - Wat is dan liefde - Anja.
- 2016 - Fissa - Lea
- 2016 - Soof 2 - Hansje
- 2016 - De Helleveeg
- 2014 - Loenatik, te gek - Buurvrouw
- 2014 - The Canal
- 2013 - Soof - Hansje
- 2013 - 20 leugens, 4 ouders en een scharrelei - Emma
- 2011 - Met donker thuis (One Night Stand-film) - Carolien
- 2011 - Kasteel Amerongen - Margaretha Turnor
- 2011 - Bon Voyage - Tine Verbeek
- 2011 - Sonny Boy - Boerin
- 2010 - Viva la Fons! - Guusje
- 2009 - Coach - Suzanne van Meeteren
- 2009 - Alles stroomt - Aleid
- 2009 - Maite was hier (One Night Stand-film) - Moeder Maite
- 2008 - Oorlogswinter - Lia van Beusekom
- 2008 - Tiramisu - Anne
- 2007 - Alles is Liefde - Simone Coelman
- 2007 - De avondboot - Heleen
- 2007 - Waar is het paard van Sinterklaas? - Juf Sigrid
- 2006 - Afblijven - Moeder Jordi
- 2006 - Tussen 2 huizen - Stella
- 2006 - Dolen
- 2005 - Het paard van Sinterklaas - Juf Sigrid
- 2003 - Verder dan de maan - Tante Connie
- 2001 - Familie - Sandra
- 2001 - Zus & Zo - Wanda
- 2000 - Goede daden bij daglicht
- 1999 - Kruimeltje - Moeder Keesie
- 1999 - Man, vrouw, hondje
- 1998 - Een echte hond - Moeder Tessa
- 1997 - Vrijmarkt -
- 1996 - De nieuwe moeder - Karin
- 1994 - Het verlorene zal ik zoeken -
- 1994 - Een held van onze tijd -
- 1990 - Wij houden zo van Julio -
- 1990 - Kracht - Roos
- 1989 - Uw mening graag - Bonni

### Televisie
- 2018 -  Smeris  - Trudy Niessen-Wijerink
- 2017-2018 - Soof: een nieuw begin - Hansje
- 2016 - Petticoat - Tante Gerda
- 2014-2019 - Nieuwe buren - Lily Hoogstraten
- 2013 - Danni Lowinski
- 2013 - Zuidflank - Viviane Larousse
- 2012 - Moordvrouw - Marit Couwenbergen
- 2011 - Mixed Up - Guusje Waterman
- 2011 - Lijn 32
- 2011 - In therapie - Juliëtte Bastiaans
- 2010 - S1NGLE, afl. 'Geen cent te makken' - Albertine
- 2010 - Flikken Maastricht, afl. 'Huis en haard' - Veronique van Brinkhorst
- 2010 - Annie M.G., afl. 'Hoofdstuk 6' - Tinie Jansma
- 2008 - Keyzer & De Boer Advocaten, afl. 'Zebrapad' - Frederique Beyermans
- 2008 - Gouden Loekie 2008 - Marja de Vries
- 2007 - De co-assistent - Geertje de Graaf
- 2007 - Gooische Vrouwen, afl. 'De seance' - Annechien Vorstelman
- 2006 - Van Speijk, afl. 'Slaap, kindje, slaap' - Ellen Maas
- 2004 - Missie Warmoesstraat, afl. 'Salomo ' - Pleegmoeder
- 2003 - Baantjer, afl. 'De Cock en de moord buiten schooltijd' - Irene Maaskant
- 2002 - Russen, afl. 'Gras' - Ellen Oudshoorn
- 1998 - Over de liefde, afl. 'Ze zeggen dat ik vogels schilder' - Phillie
- 1998 - Zebra, afl. 'Een vleermuis op de A9' - Moeder Bonnie
- 1996 - Nosmo king - Marijke
- 1995 - Tijd van leven - Rietje Kok
- 1991 - Bij nader inzien - Jonge Bertie
- 1989 - Prettig geregeld, afl. 'Ben je zo slank geweest?' en 'Zoiets doen mijn dochters niet' - Monique
- 1989 - De wandelaar - Anouk Mulder
- 1988 - Voor niks gaat de zon op - Vriendin[4]

## Theater
Anneke Blok was een van de vaste acteurs bij theatergezelschap De Trust, dat in 2001 fuseerde met theatergezelschap Art&Pro. Sindsdien draagt het gezelschap de naam De Theatercompagnie. Ze speelde in ruim veertig toneelstukken, waaronder:
- De Presidentes
- OVERGEWICHT onbelangrijk: VORMELOOS
- De Meeuw
- De Drie zusters
- Frierichswald
- In wankel evenwicht
- De City
- De vrouw van vroeger
- Driekoningenavond
- Het geheugen van water
- Een goed nest, met Henriëtte Tol
- Augustus: Oklahoma

## Prijzen
- 2016 -  Gouden Kalf voor beste vrouwelijke bijrol in de Helleveeg
- 2008 - Gouden Kalf voor beste actrice voor haar rol in Tiramisu.
- 1994 - Theo d'Or (hoogste toneelprijs) voor haar rol als Marietje in het toneelstuk De Presidentes.
- 1993 - Colombina voor haar rol als Marianne Dauphin in het toneelstuk Frierichswald en als Hasi in het stuk OVERGEWICHT onbelangrijk: VORMELOOS.
- 1989 - Gouden Kalf speciale juryprijs voor haar rol in Uw mening graag.

## Trivia
- In 2010 was Anneke Blok eregast van het jaar op het Nederlands Film Festival.
- Samen met Roos Ouwehand en Anniek Pfeifer speelde ze drie zussen in zes reclamespotjes voor Iglo. Ze was daarnaast tot 2019 de stem in televisiereclame van de HEMA.
- Blok is gescheiden en heeft twee zoons.

- Bibliothèque nationale de France: cb16261352w (data)
- Gemeinsame Normdatei: 1061633292
- International Standard Name Identifier: 0000 0001 1532 2166
- Library of Congress Control Number: no2011148289
- Système universitaire de documentation: 235672254
- Virtual International Authority File: 168265888
- WorldCat: E39PBJfh7FVQjxrRXq963wxYyd